# Scottish Open 1995
Die Scottish Open 1995 im Badminton fanden vom 22. bis zum 26. November 1995 im Kelvin Hall in Glasgow statt. Mit einem Preisgeld von 15.000 US-Dollar wurde das Turnier als 1-Sterne-Turnier in der Grand-Prix-Wertung eingestuft.

## Medaillengewinner
| Disziplin    | Gold                              | Silber                          | Bronze                             |
| ------------ | --------------------------------- | ------------------------------- | ---------------------------------- |
| Herreneinzel | Peter Knowles                     | Jim Laugesen                    | Anders Nielsen                     |
| Herreneinzel | Peter Knowles                     | Jim Laugesen                    | Darren Hall                        |
| Dameneinzel  | Catrine Bengtsson                 | Doris Piché                     | Anne Gibson                        |
| Dameneinzel  | Catrine Bengtsson                 | Doris Piché                     | Marina Andrievskaia                |
| Herrendoppel | Nick Ponting Julian Robertson     | Jesper Larsen Stellan Österberg | Neil Cottrill John Quinn           |
| Herrendoppel | Nick Ponting Julian Robertson     | Jesper Larsen Stellan Österberg | Jim Laugesen Thomas Stavngaard     |
| Damendoppel  | Catrine Bengtsson Maria Bengtsson | Emma Constable Sarah Hardaker   | Nichola Beck Joanne Davies         |
| Damendoppel  | Catrine Bengtsson Maria Bengtsson | Emma Constable Sarah Hardaker   | Pernille Harder Majken Vange       |
| Mixed        | Lars Pedersen Anne Mette Bille    | Julian Robertson Lorraine Cole  | Nick Ponting Joanne Davies         |
| Mixed        | Lars Pedersen Anne Mette Bille    | Julian Robertson Lorraine Cole  | Kenny Middlemiss Elinor Middlemiss |